# فرش دل مونته
فرش دل مونته (انگلیسی: Fresh Del Monte) شرکت کشاورزی آمریکایی است، که در سال ۱۸۸۶ تأسیس شد.